# زبان کون
زبان کوِن یا فنلاندی کون (kvääni یا kainu, فنلاندی: kveenin kieli، نروژی: kvensk) یک زبان فینی یا گروهی از گویش‌های فنلاندی است که در شمالی‌ترین مناطق نروژ توسط مردم کون گویش می‌شود. این زبان در سال ۲۰۰۵ به دلایل سیاسی و تاریخی در چارچوب منشور اروپایی زبان‌های محلی یا اقلیت وضعیت زبان اقلیت را دریافت کرد. از نظر زبان‌شناختی، این زبان به عنوان یک گویش فنلاندی و دارای فهم متقابل نسبت به آن است و با گویش‌هایی مانند مینکیلی که در دره تورن سوئد صحبت می‌شوند در یک گروه قرار می‌گیرد. این زبان در فنلاند به عنوان گویش و در نروژ رسماً به عنوان زبان اقلیت شناخته می‌شود. خود مردم کون نیز آن را یک زبان جداگانه می‌دانند.
زبان کون وام‌واژه‌های بسیاری از زبان نروژی پذیرفته‌است. امروزه حدود ۱۵۰۰ تا ۱۰٬۰۰۰ گویشور بومی این زبان شناخته شده‌است که بیشتر آنها بالای ۶۰ سال دارند. این جمعیت از آن به عنوان راه اصلی ارتباطی خود استفاده می‌کنند و به هیچ زبانی دیگر صحبت نمی‌کنند. نگرانی فزاینده‌ای وجود دارد که با پیر شدن این جمعیت و به زودی مردن آن‌ها، زبان کون از بین برود. میانسالان تا حدی این زبان را می‌دانند و گاهی از آن استفاده می‌کنند اما افراد زیر ۳۰ سال به سختی به آن صحبت می‌کنند یا اصلاً آن را بلد نیستند. دانش‌آموزان در جامعه بورسلو می‌توانند کون را در مدارس ابتدایی خود یاد بگیرند.